# Giorgio Sommer
Giorgio Sommer (1834-1914) fotógrafo italiano de origen alemán. Realizó varias fotografías de paisajes, objetos de arte y retratos. Viajó por toda Italia haciendo fotos para catálogos y postales. 
Estudió Economía en Fráncfort del Meno, pero luego se decantó por la fotografía. Se afincó en Italia en 1856 y trabajó primero en Roma, donde estuvo en el estudio de Edmondo Behles y realizó varias exposiciones, más tarde se fue a Nápoles.